# Veit Valentin
Pour les articles homonymes, voir Valentin.
Veit Valentin (né le 25 mars 1885 à Francfort-sur-le-Main et mort le 12 janvier 1947 à Washington) est un historien allemand.

## Biographie
Veit Rudolf Valentin porte le même nom que son père (1842-1900), qui est un professeur de lycée spécialisé dans l'histoire de l'art et l'étude de Goethe et de son œuvre. Sa mère Karoline V. (1855–1923), née Pichler (de), est historienne de la musique et s'intéresse surtout à l'histoire de la région de Francfort.
Après avoir passé son baccalauréat Valentin étudie l'histoire à l'université. Il passe sa thèse intitulée Die Revolution von 1848/49 (la révolution de 1848/1849) alors qu'il n'a que 21 ans, son directeur de thèse est Erich Marcks. En 1910, il passe son habilitation avec pour sujet Fürst Karl von Leiningen à l'université de Fribourg-en-Brisgau. Il commence comme chargé de cours, s'occupant notamment d'organiser l'inauguration du nouveau collège. En 1916, il devient professeur extraordinaire.
Au début de la guerre, il signe la « déclaration des professeurs des établissements supérieurs de l'Empire allemand » du 23 octobre 1914 qui comporte le passage suivant : « Nous, professeurs dans les universités et établissements d'enseignement supérieur d'Allemagne, servons la science et la paix. Toutefois, nous nous sentons indignés que les ennemis de l'Allemagne, avec en première ligne l'Angleterre, veuillent distinguer chez nous l'esprit de la science allemande d'un côté et ce qu'ils nomment le militarisme prussien de l'autre. Dans l'armée allemande il n'y a pas d'autre esprit que celui du peuple allemand, les deux ne font qu'un, et nous en faisons également partie. (...) Nous croyons que, la victoire de la culture européenne dans son ensemble, pour laquelle le « militarisme » allemand va combattre, dépend de la fidélité, du sacrifice et de l'unité du peuple allemand ».
Le ministère des affaires étrangères allemand convoque Valentin à Berlin pendant la Première Guerre mondiale, afin d'écrire un panorama de la politique étrangère allemande depuis Otto von Bismarck. Il entre cependant en conflit avec la ligue pangermaniste. Valentin met en effet en garde contre les projets d'annexion des pangermanistes, et réfute la thèse selon laquelle l'Angleterre serait devenu inévitablement l'ennemi juré de l'Allemagne. La pression à la fois politique et provenant de sa propre faculté, au travers du recteur de l'université de Fribourg Georg von Below, le pousse à jeter l'éponge en 1917 et à ne pas publier. Il perd par la même occasion toute chance de recevoir une chaire universitaire.
À partir 1918, Valentin est membre du parti démocratique allemand et de la ligue des droits de l'homme. Lorsque le débat sur la couleur du drapeau allemand éclate dans les années 1920, il se range du côté de la république de Weimar. Avec son collègue et lui aussi militant Ludwig Bergsträsser, il se donne pour tâche de mettre en lumière les racines pacifiques, démocratiques et libérales de l'Allemagne dont a besoin la jeune république pour se placer dans une tradition.
En 1920,, il devient archiviste à Potsdam. En parallèle, il donne des cours à l'école de commerce de Berlin et à l'Université allemande de politique. Il travaille tout d'abord sur les biographies de Frédéric II de Prusse et d'Otto von Bismarck. Il reste cependant surtout un des historiens et historiographes les plus reconnus sur la révolution de mars 1848. En 1930 et 1931, il publie les deux tomes de son chef-d'œuvre Geschichte der deutschen Revolution von 1848/49 qui devient un ouvrage de référence sur le sujet. Il interprète les événements d'un point de vue plus démocratique qu'auparavant. Il incorpore également à son étude des éléments d'histoire des idées, des considérations sur la structure sociale et donne des éléments biographiques sur les grands acteurs de la révolution comme Friedrich Hecker.
Avec l'arrivée au pouvoir des nazis, Valentin est licencié et émigre à Londres. Il enseigne à l'University College et fait partie du « cercle bavarois » composé autour de Franz Xaver Aenderl (de) de Hermann Sinsheimer et Martin Beradt entre autres. En 1939, il est déchu de sa nationalité allemande. En 1940, il émigre vers les États-Unis où il travaille à la Library of Congress et représente la fondation Rockefeller à Washington. Il y publie Weltgeschichte (histoire du monde) en 3 tomes puis en 1946 son dernier ouvrage, rédigé en anglais, The German people. Their history and civilization from the Holy Roman Empire to the Third Reich (histoire des allemands).
Le fait qu'il combine idées démocratiques de la révolution de 1848 avec les revendications d'un État-nation d'une part, tout en s'opposant à toute récupération nationaliste de l'histoire allemande d'autre part, ainsi que son attachement au principe de personnalité et de responsabilité font inévitablement de Veit Valentin un marginal dans son domaine de compétence.

## Œuvres (sélection)
- (de) Politisches, geistiges und wirtschaftliches Leben in Frankfurt am Main vor dem Beginn der Revolution von 1848/49, Stuttgart, Union Deutscher Verlag, 1907
- (de) Fürst Karl Leiningen und das deutsche Einheitsproblem., Stuttgart, Cotta, 1910
- (de) Die Mächte des Dreiverbandes, Munich, Oldenbourg, 1914
- (de) Bismarck und seine Zeit, Leipzig, Teubner, 1915
- (de) Belgien und die grosse Politik der Neuzeit, Munich, Bruckmann, 1915
- (de) Kolonialgeschichte der Neuzeit. Ein Abriss, Tübingen, Mohr, 1915
- (de) Max Frischeisen-Köhler, Joseph Jastrow, Eduard Freiherrn von der Goltz, Gustav Roloff et Franz von Liszt, Das englische Gesicht. England in Kultur, Wirtschaft und Geschichte, Berlin, Ullstein, 1915
- (de) Ernst Graf zu Reventlow, Preußische Jahrbücher, t. 165, Berlin, Preuss, 1916, p. 243–252  (ISSN 0934-0688)
- (de) Entente und Neutralität, Leipzig, Hirzel, 1917
- (de) Die 48er Demokratie und der Völkerbundgedanke, Berlin, Engelmann, 1919
- (de) Die erste deutsche Nationalversammlung. Eine geschichtliche Studie über die Frankfurter Paulskirche, Munich, Oldenbourg, 1919
- (de) Das erste deutsche Parlament und wir, Leipzig, Klinkhardt, 1920
- (de) Geschichte des Völkerbundgedankens in Deutschland. Ein geistesgeschichtlicher Versuch, Berlin, Engelmann, 1920
- (de) Deutschlands Außenpolitik von Bismarcks Abgang bis zum Ende des Weltkrieges, Deutschlands Aussenpolitik, 1890–1918, Berlin, Deutsche Verlags-Gesellschaft für Politik und Geschichte, 1921
- (de) Ludwig Bergsträßer (dir.), Von staatlichem Werden und Wesen. Festschrift Erich Marcks zum 60. Geburtstage, Stuttgart, Cotta, 1921, « Baden und Preussen im Jahre 1894 », p. 103–122
- (de) « Zur Vorgeschichte des Waffenstillstandes 1918 », Historische Zeitschrift, no 134,‎ 1926, p. 56–66
- (de) Teubners Handbuch der Staats- und Wirtschaftskunde, t. 1 : Staatskunde, 1926, « Die politischen Parteien in Deutschland. », p. 24–47
- (de) Heinrich von Treitschke, Deutsche Geschichte im neunzehnten Jahrhundert, Berlin, Erich Reiss, 1927
- (de) Friedrich der Große, Berlin, Erich Reiss, 1927
- (de) Ottfried Neubecker, Die deutschen Farben, Leipzig, Quelle & Meyer, 1929
- (de) Geschichte der deutschen Revolution von 1848–1849, Berlin, Ullstein, 1930–1931
  - (de) Bis zum Zusammentritt des Frankfurter Parlaments., t. 1
  - (de) Bis zum Ende der Volksbewegung von 1849, t. 2
- (de) Hambacher Nationalfest (1832–1932), Berlin, HPV – Historisch-Politischer Verlag, 1932
- (de) Bismarcks Reichsgründung im Urteil englischer Diplomaten, Amsterdam, Elsevier, 1937
- (de) Weltgeschichte Völker, Männer, Ideen, Cologne, Kiepenheuer & Witsch, 1939
- (de) « Bismarck und Lasker », Journal of Central European affairs., t. 3,‎ 1943/1944, p. 400–415  (ISSN 0885-2472)
- (en) « A new world citizenship », Contemporary review, no 166,‎ 1944, p. 212–219  (ISSN 0010-7565)
- (en) The German people. Their history and civilization from the Holy Roman Empire to the Third Reich, New York, Knopf, 1946

## Citations
1. ↑  « Erklärung der Hochschullehrer des Deutschen Reiches »
2. ↑  « Wir Lehrer an Deutschlands Universitäten und Hochschulen dienen der Wissenschaft und treiben ein Werk des Friedens. Aber es erfüllt uns mit Entrüstung, daß die Feinde Deutschlands, England an der Spitze, angeblich zu unseren Gunsten einen Gegensatz machen wollen zwischem dem Geiste der deutschen Wissenschaft und dem, was sie preußischen Militarismus nennen. In dem deutschen Heere ist kein anderer Geist als in deutschem Volke, denn beide sind eins, und wir gehören auch dazu. (...) Unser Glaube ist, daß für ganze Kultur Europas an dem Siege hängt, den der deutsche "Militarismus" erkämpfen wird, die Manneszucht, die Treue, der Opfermut des einträchtigen freien deutschen Volkes. »